# L’Ulivo
L’Ulivo (italienisch für Olivenbaum) war ein Mitte-links-Bündnis in Italien, das von 1995 bis 2007 bestand. Von 1996 bis 2001 sowie erneut ab 2006 stellte L’Ulivo die Regierung bzw. war maßgeblich an ihr beteiligt. Letztlich fusionierten mehrere Parteien des L’Ulivo-Bündnisses 2007 zu einer einzigen Partei: der Partito Democratico.

## Vorgeschichte
Anfang der 1990er-Jahre war die italienische Parteienlandschaft in einem Umbruch: Parteien, die die Politik des Landes während der vorangegangenen Jahrzehnte geprägt hatten, zerfielen oder benannten sich um und wechselten ihre politische Ausrichtung; neue Parteien tauchten auf und gewannen an Bedeutung. Den Anfang machte die Partito Comunista Italiano, die 1989–91 in mehreren Schritten dem Kommunismus abschwor, sich in Partito Democratico della Sinistra (PDS; „Demokratische Linkspartei“) umbenannte und eine sozialdemokratische Ausrichtung annahm. Ab 1992 wurde die seit Ende des Zweiten Weltkriegs dominante Democrazia Cristiana (DC) sowie ihre sozialdemokratischen und liberalen Koalitionspartner (PSI, PSDI, PRI, PLI) von den Mani pulite-Ermittlungen und dem Korruptionsskandal Tangentopoli erschüttert. Viele Mitglieder und Wähler kehrten den fünf Regierungsparteien (Pentapartito) den Rücken. Der verbliebene Rumpf der DC – vorwiegend Mitglieder des christsozialen Arbeitnehmerflügels – versuchten sich als Partito Popolare Italiano (PPI) neu zu erfinden. Zahlreiche Christdemokraten, Sozialdemokraten und Liberale liefen aber auch zu Silvio Berlusconis plötzlich erschaffener liberal-populistischer Partei Forza Italia über.
Zudem wurde 1993 ein neues Wahlrecht, das sogenannte Matarellum eingeführt. Das zuvor reine Verhältniswahlrecht (ohne Sperrklausel) wurde durch ein gemischtes Wahlsystem ersetzt, bei dem drei Viertel der Sitze der Abgeordnetenkammer direkt in den Wahlkreisen nach dem Mehrheitsprinzip vergeben wurden. Dieses Wahlrecht begünstigte Zusammenschlüsse mehrerer Parteien, um ihre Chancen auf die Direktmandate zu erhöhen. Die Parlamentswahl 1994 – die erste mit dem neuen Wahlrecht – gewann ein Mitte-rechts-Bündnis aus Berlusconis erst kurz zuvor gegründeten Forza Italia, den zu Nationalkonservativen gewandelten Neofaschisten von der MSI/Alleanza Nazionale und der norditalienischen Protestpartei Lega Nord. Sowohl das Mitte-Bündnis Patto per l’Italia (aus PPI, PRI, der neuen Reformpartei Patto Segni und ehemaligen Sozialisten wie Giuliano Amato und Giulio Tremonti) als auch die linke Alleanza dei Progressisti (aus PDS, PSI, Rifondazione Comunista, Grünen, Christsozialen, der Anti-Mafia-Partei La Rete und der linksliberalen Alleanza Democratica) waren unterlegen. Berlusconis Regierungskoalition zerbrach jedoch nach wenigen Monaten wieder. Anschließend bildete der bisherige Finanzminister Lamberto Dini eine Übergangsregierung aus parteilosen Technokraten. Diese stützte sich im Parlament auf die Stimmen der Alleanza dei Progressisti (allerdings ohne die Kommunisten), PPI und Lega Nord.

## Gründung

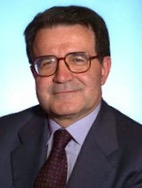
Romano Prodi, Initiator von L’Ulivo (1996)

In dieser Situation fanden sich im Februar bis März 1995 auf Initiative des parteilosen (ehemals christdemokratischen) Wirtschaftsprofessors Romano Prodi mehrere Parteien der politischen Mitte und gemäßigten Linken zusammen, denen es vor allem darum ging, eine Wiederwahl Berlusconis zu verhindern. Der Olivenbaum wurde als Symbol gewählt, weil er – in den Worten Prodis – „stark, widerstandsfähig und fest verwurzelt in der Erde [ist]. Er ist der Baum des mediterranen Europa […] liebt die Sonne und widersteht dem Winter.“
Die ursprünglichen Mitgliedsparteien waren:
- Partito Democratico della Sinistra (PDS), post-kommunistisch, sozialdemokratisch, Vorsitzender Massimo D’Alema – 1998 Umwandlung in Democratici di Sinistra (DS)
- Partito Popolare Italiano (PPI), christdemokratisch, Vorsitzender Gerardo Bianco (ab 1997 Franco Marini) – ging 2002 in La Margherita auf
- Alleanza Democratica (AD), sozialliberal, Vorsitzender Willer Bordon – ging 1996 in der Unione Democratica auf
- Patto Segni (PS), christdemokratisch-liberal, Vorsitzender Mariotto Segni – schied 1996 aus L’Ulivo aus
- Federazione dei Verdi (FdV), grün, Vorsitzender Carlo Ripa di Meana
- Movimento dei Comunisti Unitari (MCU), Abspaltung von der Rifondazione Comunista, Vorsitzender Famiano Crucianelli – 1998 in der DS aufgegangen
- Federazione Laburista (FL), Nachfolgepartei der PSI, sozialdemokratisch, Vorsitzender Valdo Spini – 1998 in der DS aufgegangen
- Partito Repubblicano Italiano (PRI), linksliberal, Vorsitzender Giorgio La Malfa – schied 2001 aus L’Ulivo aus
- Cristiano Sociali (CS), christlich-sozial, Vorsitzender Pierre Carniti – 1998 in der DS aufgegangen
- Socialisti Italiani (SI), Nachfolgepartei der PSI, sozialdemokratisch, Vorsitzender Enrico Boselli – 1998 Umwandlung in Socialisti Democratici Italiani (SDI)
- La Rete, Anti-Mafia-Partei, grün/christlich-sozial, Vorsitzender Leoluca Orlando – ging 1999 in I Democratici auf
- Federazione dei Liberali, Nachfolgepartei der PLI, liberal, Vorsitzender Valerio Zanone

Zudem gab es das Movimento per l’Ulivo, auch bekannt als Comitati per l’Italia che vogliamo („Komitees für das Italien, das wir wollen“) oder umgangssprachlich Comitati Prodi („Prodi-Komitees“), in dem sich Anhänger Prodis und seines L’Ulivo-Projekts organisierten, die keiner der genannten Parteien angehörten. Sie schlossen sich 1999 der Partei I Democratici an, deren erklärtes Vorbild die Demokratische Partei der USA war und die von Prodi und Arturo Parisi angeführt wurde.
Die erste Wahlteilnahme von L’Ulivo war anlässlich der Regionalwahlen im April 1995. Das Mitte-links-Bündnis gewann in 9 der 15 Regionen mit Normalstatut, darunter Latium, Emilia-Romagna, Toskana, Ligurien und Marken (in den autonomen Regionen wurde nicht gewählt).
Als weitere Mitgliedspartei kam 1996 die vom bis dahin parteilosen Ministerpräsidenten Lamberto Dini gegründete liberale Reformpartei Rinnovamento Italiano (RI) hinzu.

## Regierung 1996–2001
In dieser Zeit stellte der Ulivo drei Premierminister: Romano Prodi (1996–98), Massimo D’Alema (1998–2000) und Giuliano Amato (2000–01).
Während dieser Phase kam es zu einer gewissen Konsolidierung unter den zahlreichen Mitgliedsparteien von L’Ulivo: Die meisten der sozialdemokratischen und linken Komponenten (PDS, FL, MCU, CS) schlossen sich 1998 zu den Democratici di Sinistra (DS; „Linksdemokraten“) zusammen; die eher zur Mitte tendierenden, christdemokratischen und sozialliberalen Elemente (PPI, I Democratici, RI) bildeten 2001 La Margherita.

## Opposition

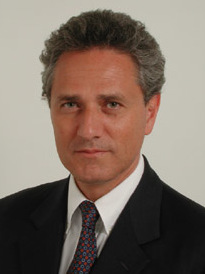
Francesco Rutelli, Spitzenkandidat bei der Wahl 2001

Zur Parlamentswahl 2001 trat L’Ulivo mit dem Spitzenkandidaten Francesco Rutelli von den Democratici an. Zwar legte das Mitte-links-Bündnis leicht an Stimmen zu (43,2 % der Stimmen bei der Mehrheitswahl), Berlusconis wiederzusammengefügte Mitte-rechts-Koalition wurde jedoch deutlich stärker. Anschließend war L’Ulivo in der Opposition.

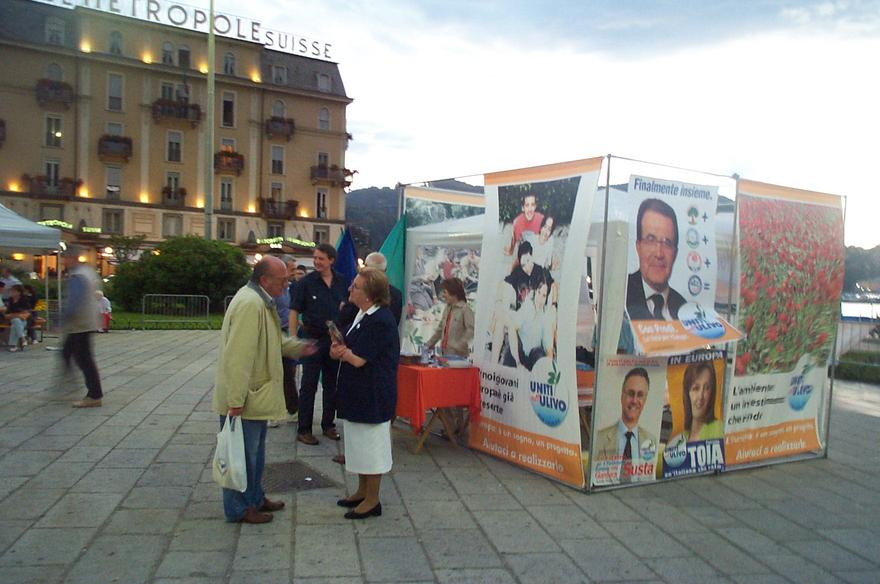
Wahlkampfstand für L’Ulivo in Como, 2004

Zur Europawahl 2004 trat L’Ulivo erstmals mit einer einheitlichen Liste an – Uniti nell’Ulivo – mit dem EU-Kommissionspräsidenten Romano Prodi als Spitzenkandidat. Sie erhielt 31,1 % der Stimmen und 24 der 78 italienischen Sitze. Von den gewählten Mitgliedern des Europäischen Parlaments schlossen sich 16 (Mitglieder von DS und SDI sowie die Parteilosen Lilli Gruber und Michele Santoro) der Sozialdemokratischen Fraktion an, acht (Mitglieder von Margherita und MRE) der liberalen ALDE-Fraktion.
Anlässlich der Regionalwahlen im April 2005 wurde L’Unione als erweitertes Mitte-links-Bündnis ins Leben gerufen, dem über die L’Ulivo-Parteien hinaus auch die Rifondazione Comunista, Federazione dei Verdi (Grüne), Partito dei Comunisti Italiani (PdCI), Popolari UDEUR und Italia dei Valori angehörten. In den meisten Regionen gab es gemeinsame Listen von Uniti nell’Ulivo; in Kampanien, Piemont und Apulien traten Democratici di Sinistra und La Margherita hingegen mit separaten Listen innerhalb des Mitte-links-Blocks an. Insgesamt gewann L’Unione im landesweiten Durchschnitt 48,7 % der Stimmen und siegte in 12 von 14 Regionen (alle außer Lombardei und Venetien).

## Aufgehen in L’Unione und Partito Democratico 2005–07
Im Vorfeld der nationalen Parlamentswahl 2006 hielt L’Unione im Oktober 2005 eine Vorwahl um die Position des Spitzenkandidaten ab, an der sich über 4 Millionen Bürger beteiligten. Dabei setzte sich der L’Ulivo-Führer Romano Prodi mit 74,2 % gegen den Kommunisten Fausto Bertinotti sowie Vertreter kleinerer Parteien durch. Bei der Parlamentswahl selbst trat eine gemeinsame L’Ulivo-Liste (bestehend aus DS und Margherita) im Rahmen des größeren L’Unione-Blocks an. Die L’Ulivo-Liste kam auf 31,3 % der Stimmen, insgesamt gewann der L’Unione-Block die Wahl hauchdünn mit 49,8 % gegen 49,7 % für Berlusconis Mitte-rechts-Koalition. Anschließend stand Romano Prodi erneut einer Mitte-links-Regierung vor, in der DS, Margherita und zu L’Ulivo zählende Parteilose 18 von 25 Ministern stellten.
Im Oktober 2007 ging aus dem Bündnis L’Ulivo eine einheitliche Partei namens Partito Democratico (PD, Demokratische Partei) hervor.